# خلدرمالسن
خلدرمالسن (به هلندی: Geldermalsen) یک شهرستان در هلند است که در خلدرلاند واقع شده‌است. خلدرمالسن ۴ متر بالاتر از سطح دریا واقع شده‌است.

## نگارخانه

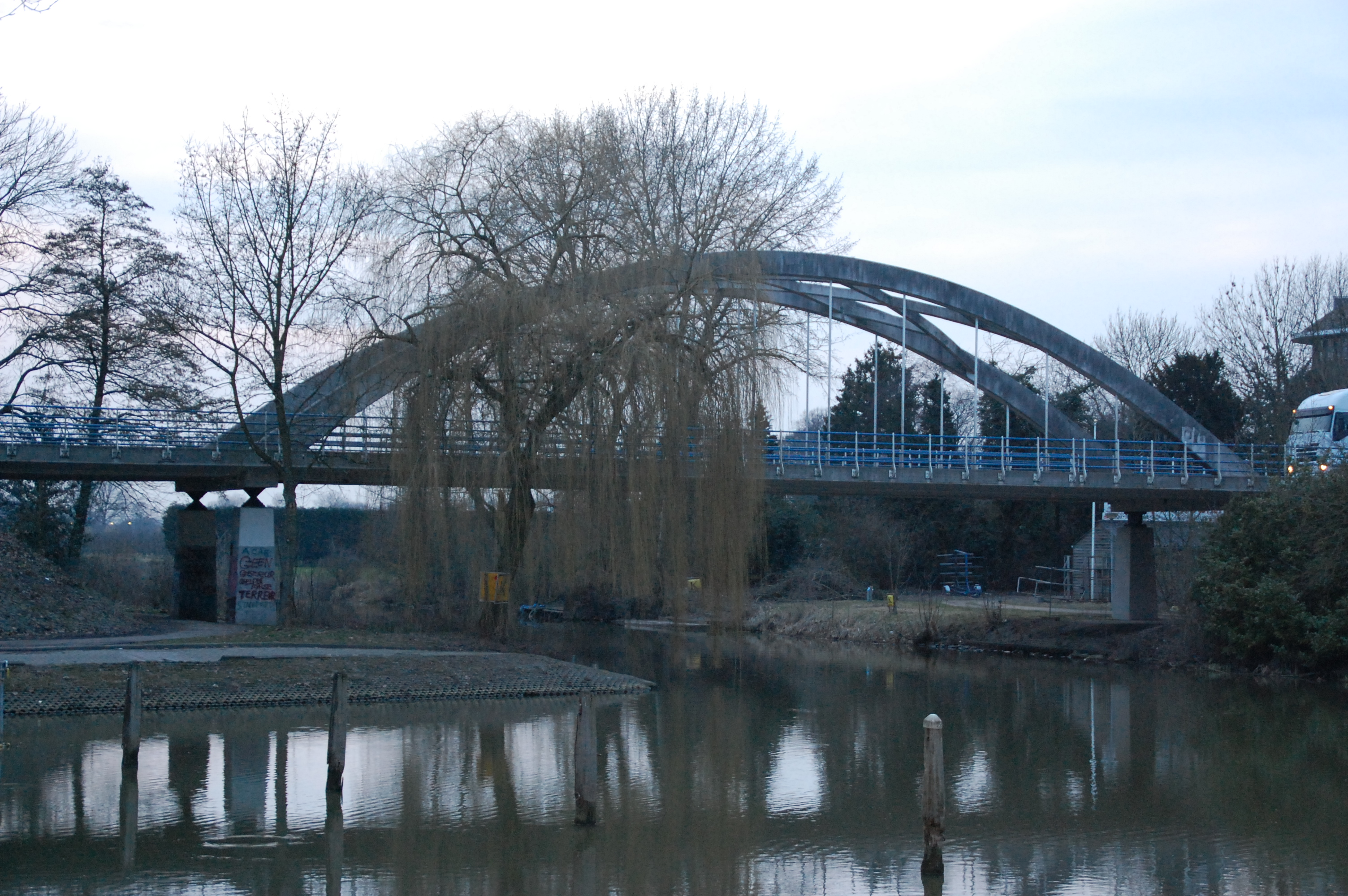
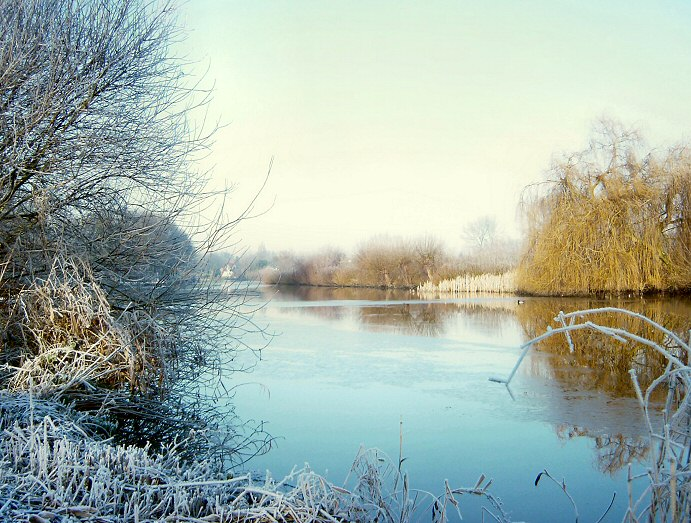
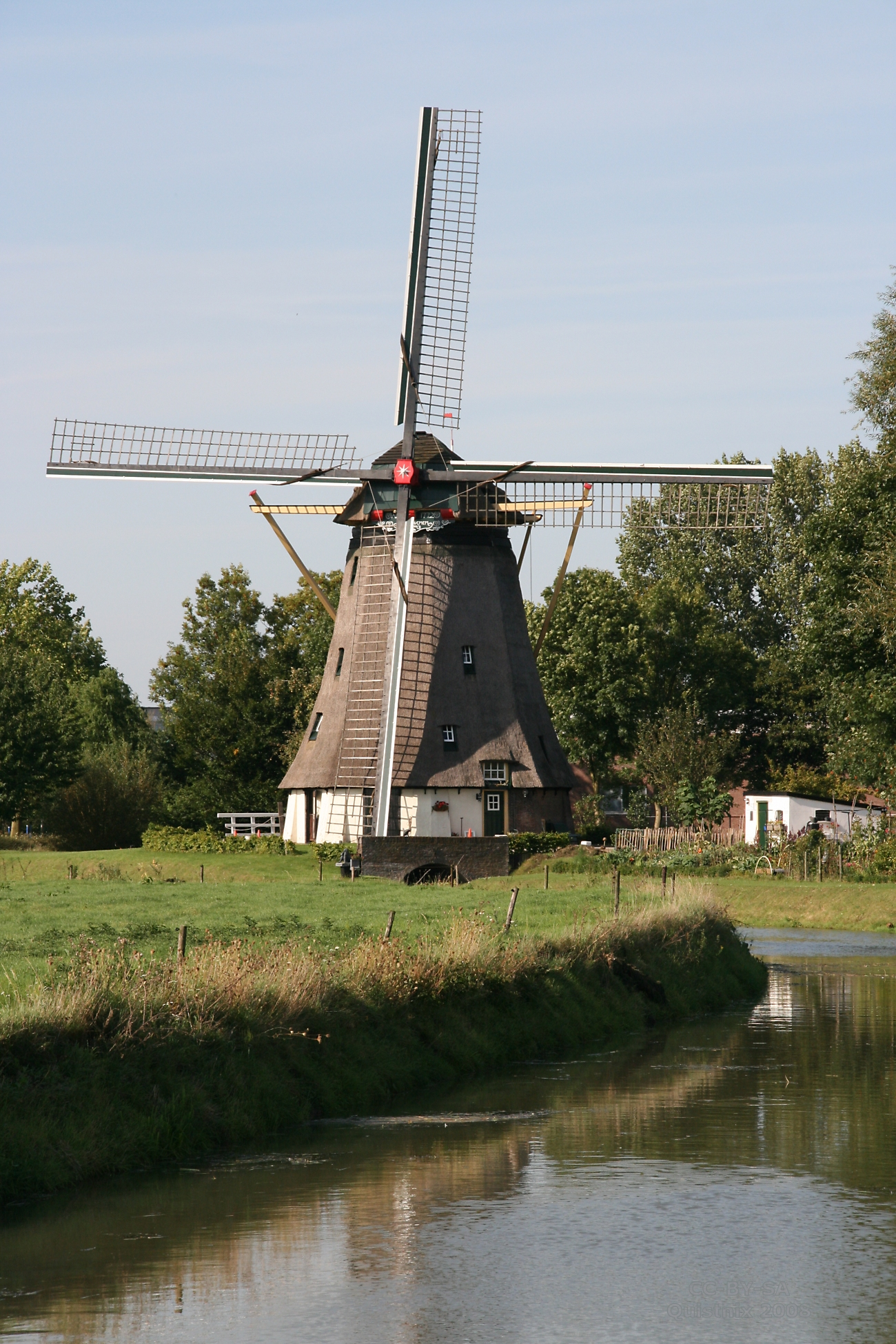
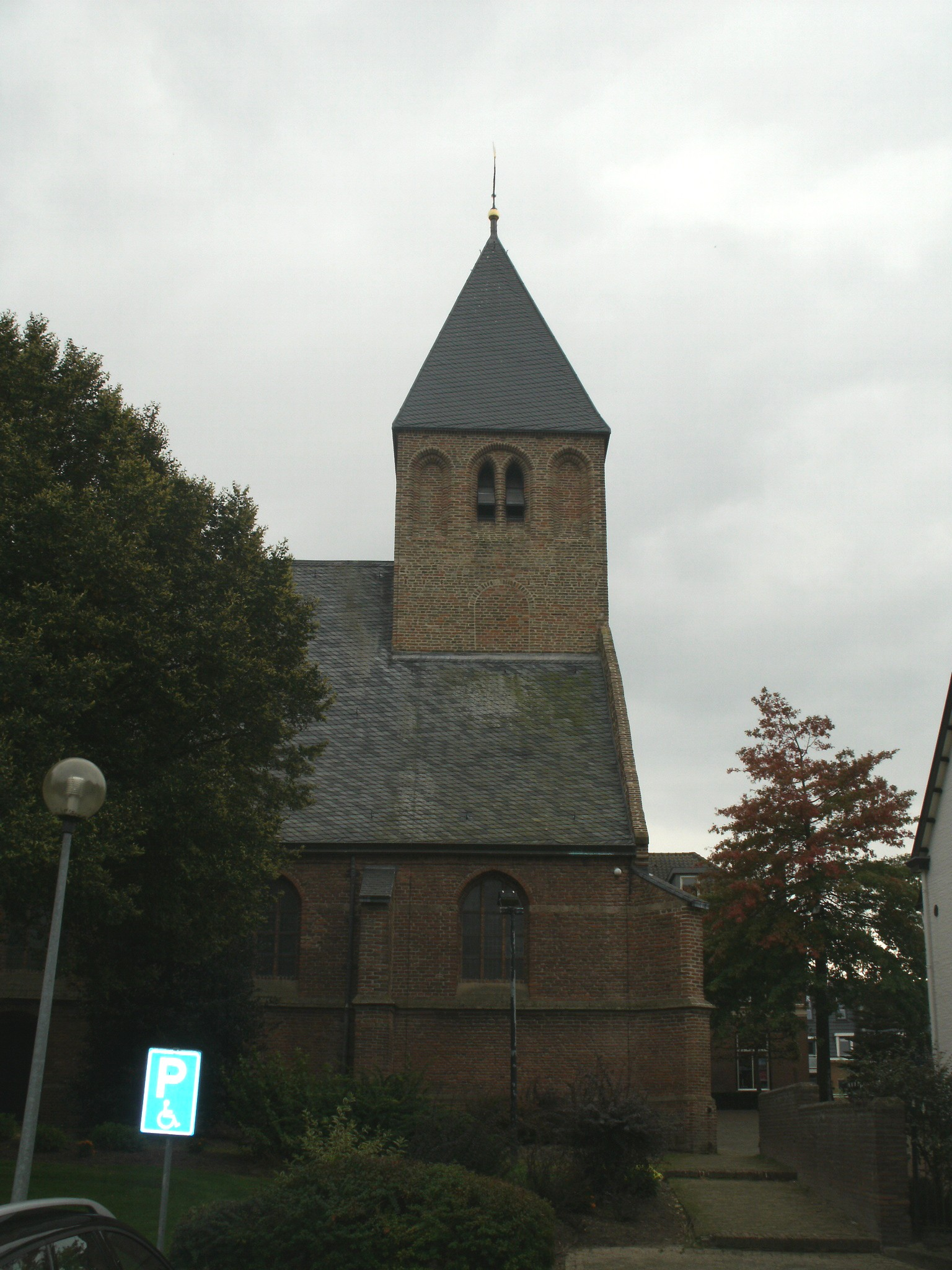
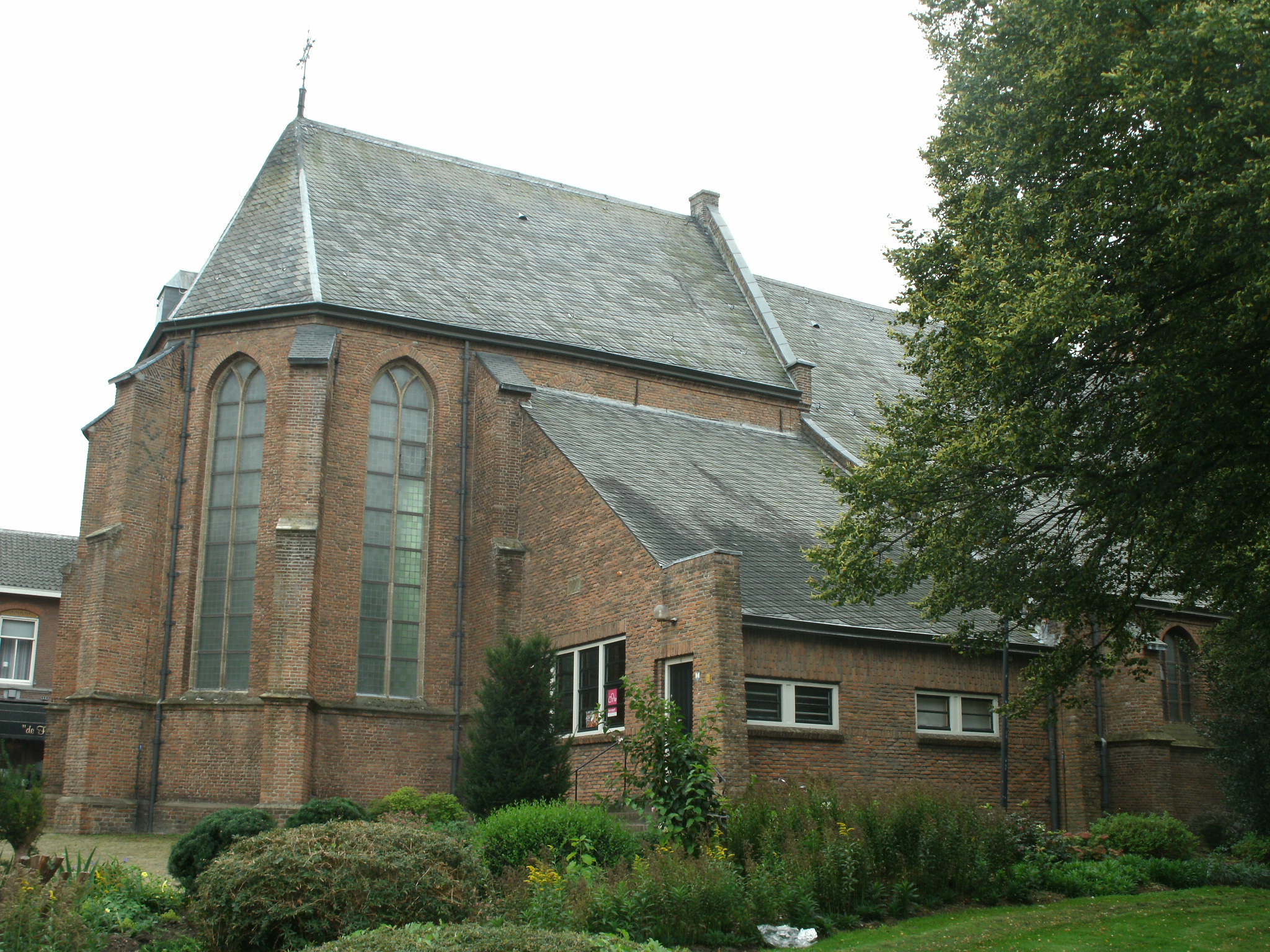
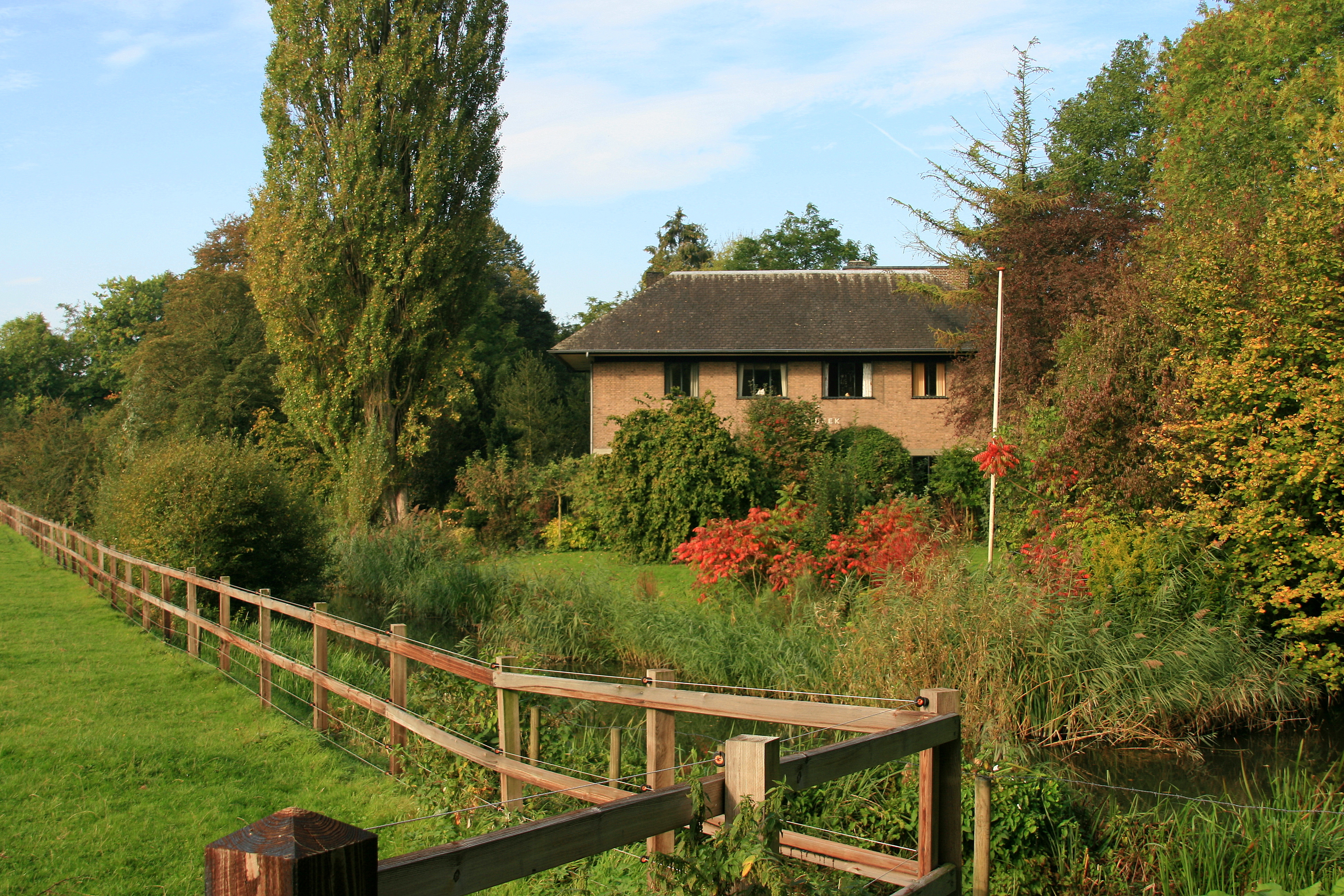